# سدابی (سرده)
سدابی (سرده) (نام علمی: Hoplophyllum) نام یک سرده از تیره کاسنیان است.